# Bergia henshallii
Bergia henshallii är en slamkrypeväxtart som beskrevs av Gregory John Leach. Bergia henshallii ingår i släktet Bergia och familjen slamkrypeväxter. Inga underarter finns listade i Catalogue of Life.